# Lycomormium squalidum
Lycomormium squalidum är en orkidéart som först beskrevs av Eduard Friedrich Poeppig och Stephan Ladislaus Endlicher, och fick sitt nu gällande namn av Heinrich Gustav Reichenbach. Lycomormium squalidum ingår i släktet Lycomormium och familjen orkidéer. Inga underarter finns listade i Catalogue of Life.

## Bildgalleri

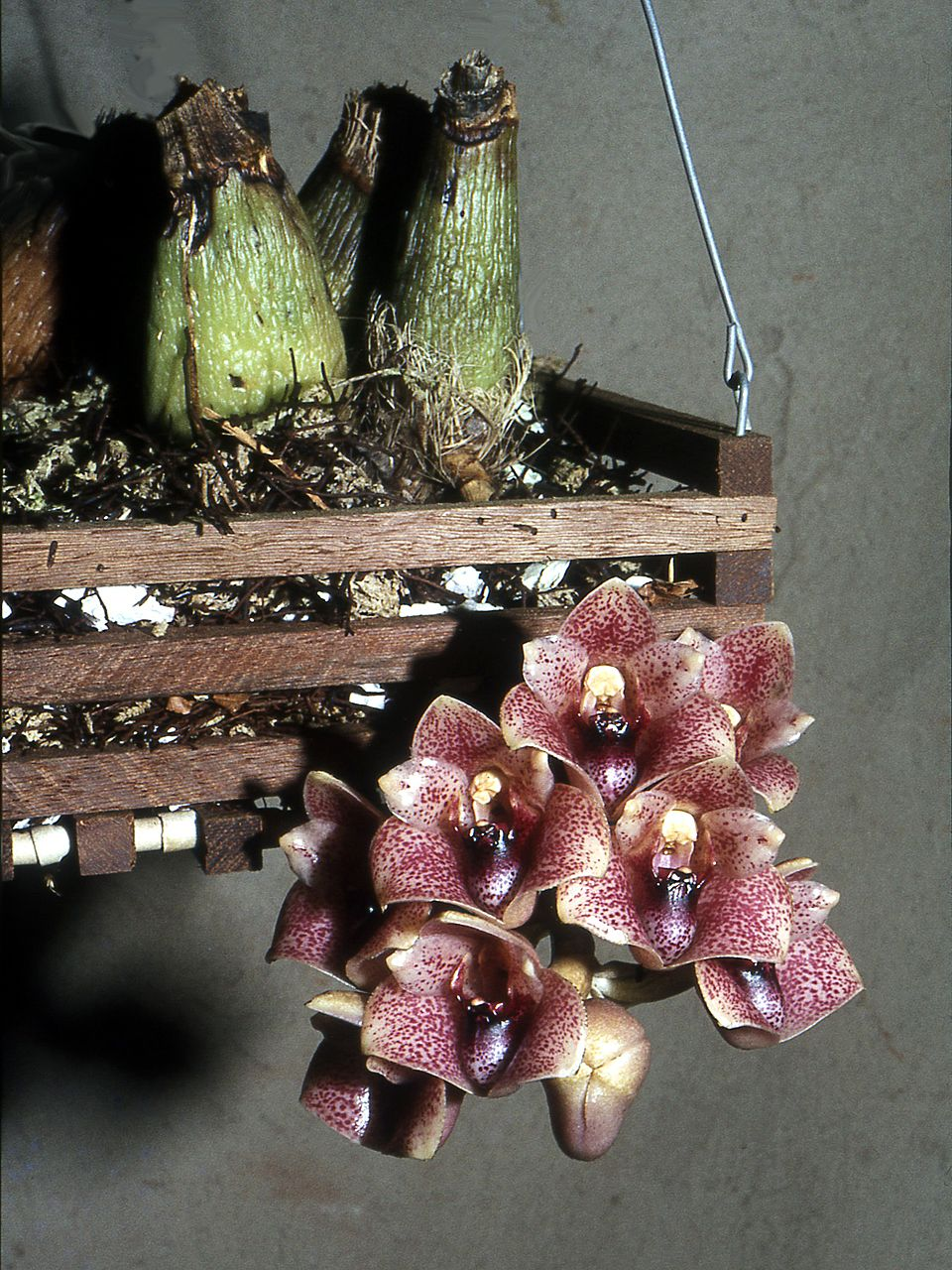
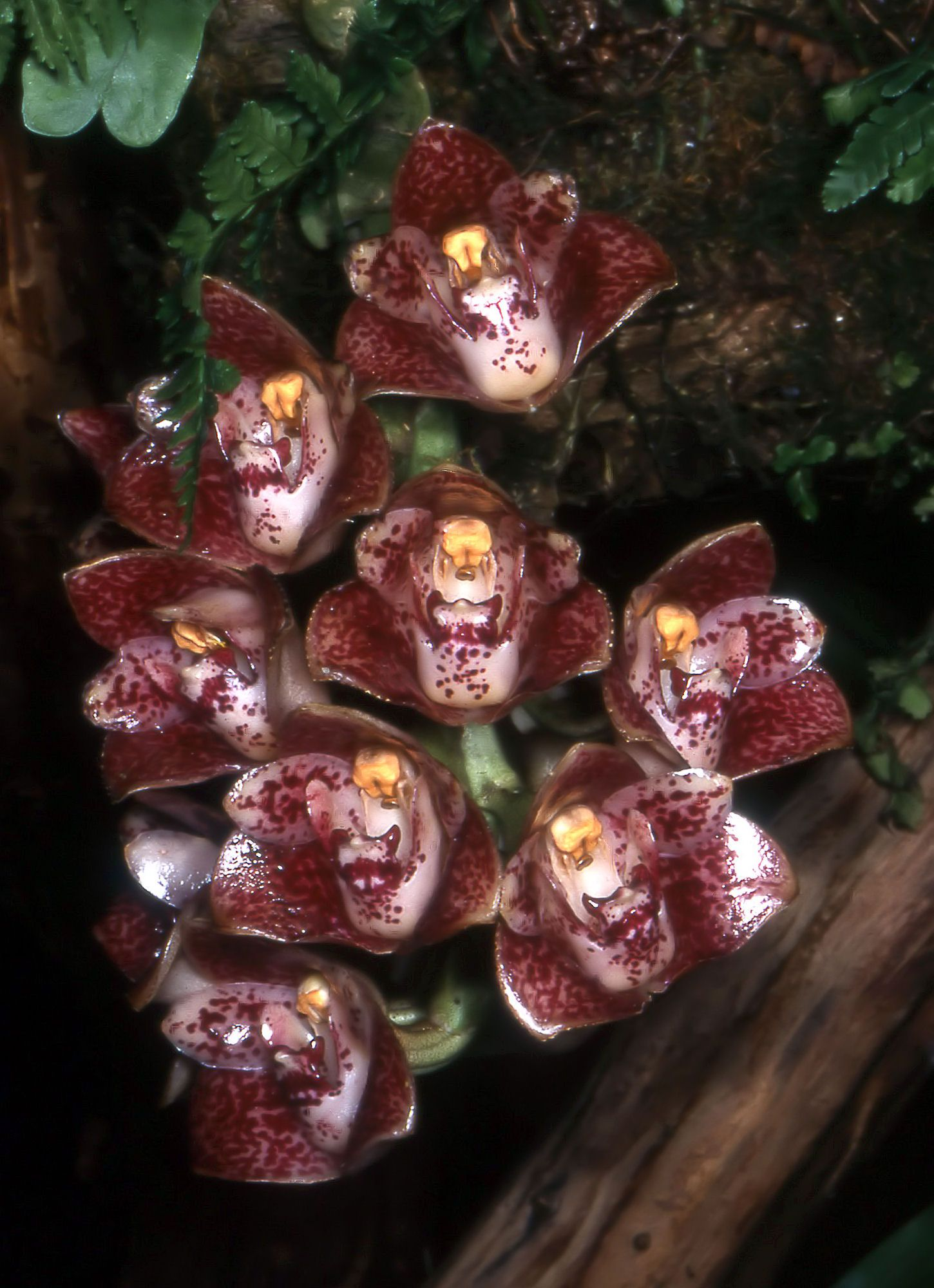
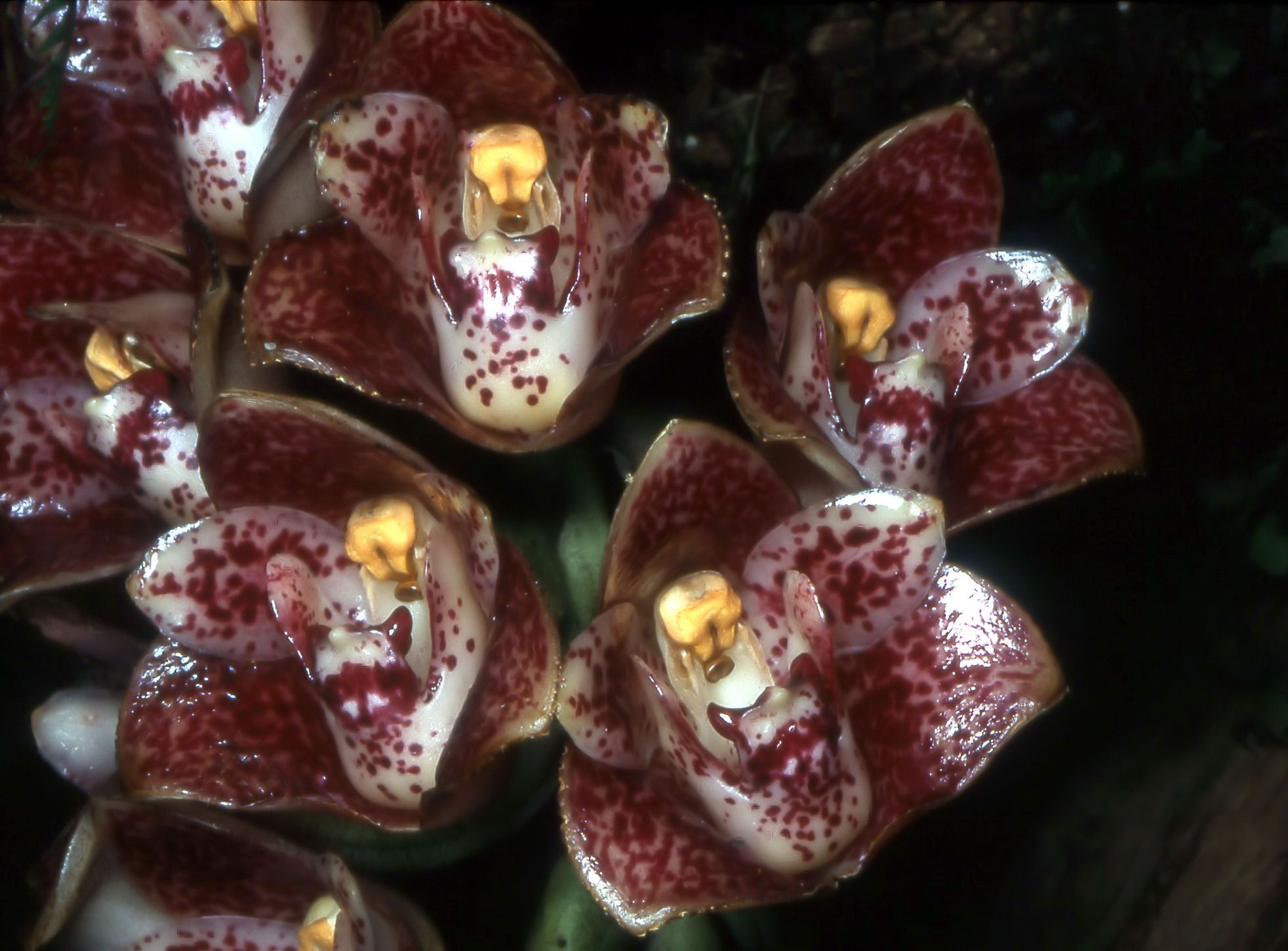
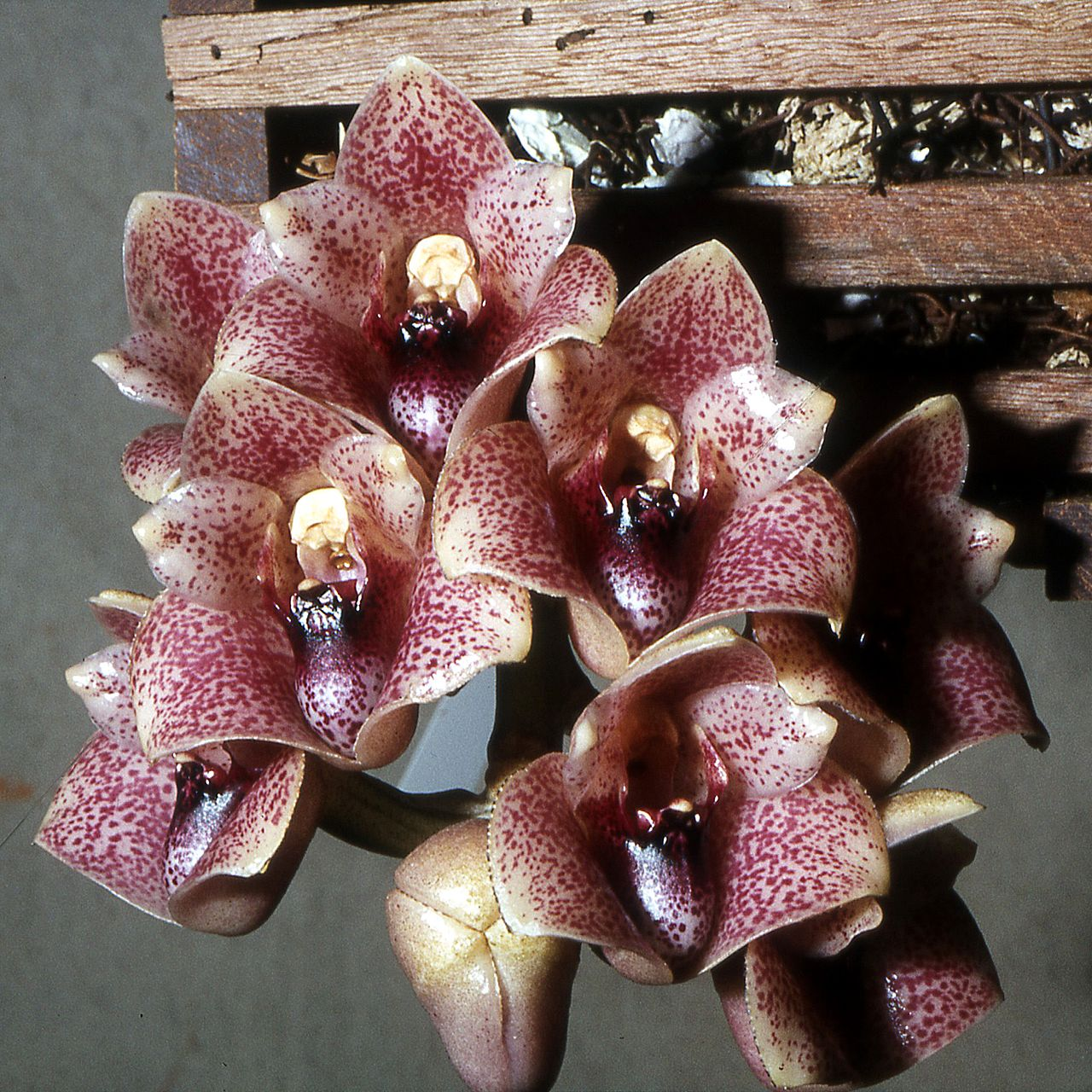
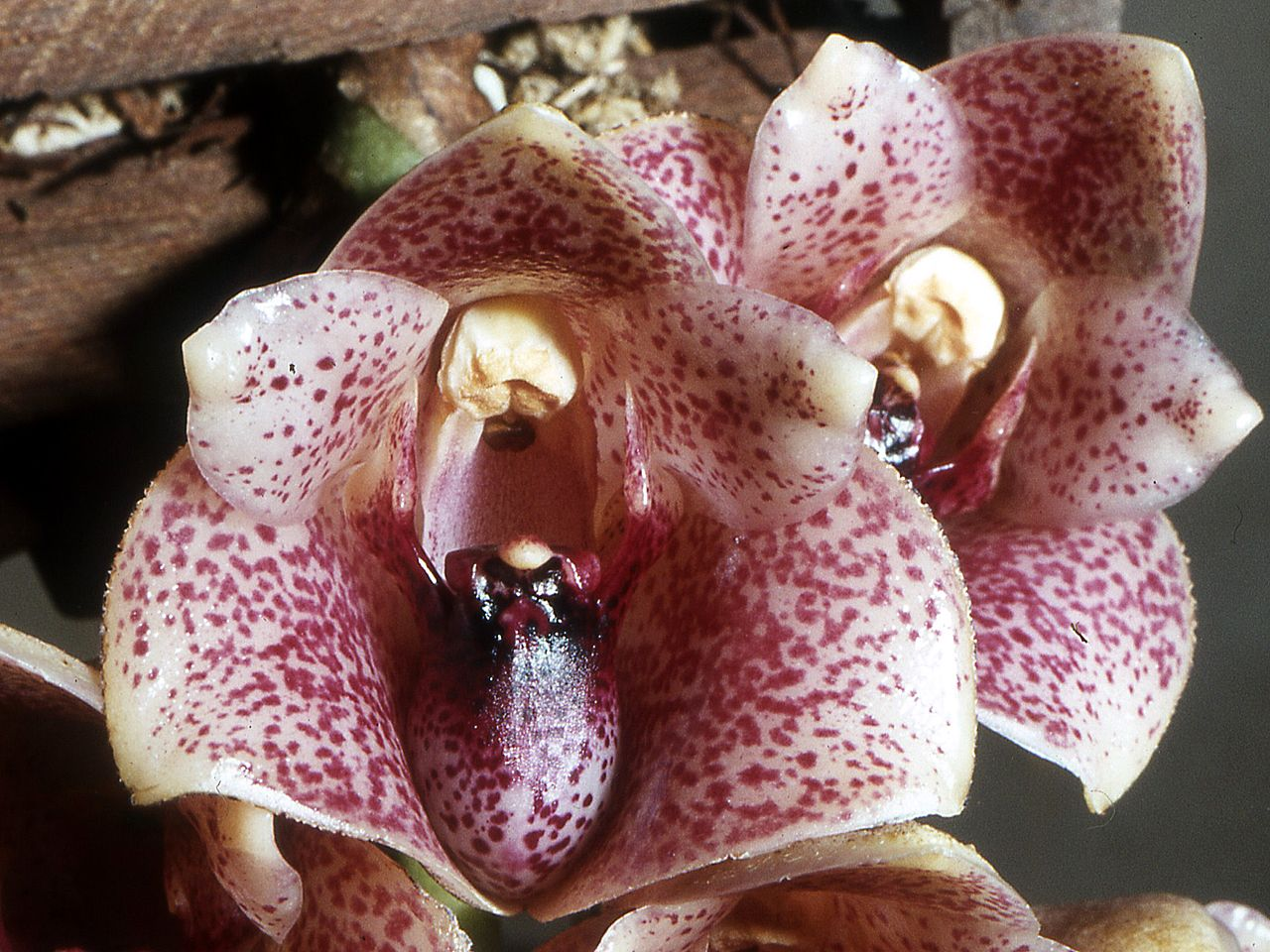